# Фалькенберг

## Топоніміка
Фалькенберг (швед. Falkenberg) — місто на південному заході Швеції у лені Галланд, адміністративний центр комуни Фалькенберг. 
- Фалькенберг район в окрузі Ліхтенберґ міста Берлін.

## Історія
На початку XIII століття данський король побудував фортецю на східному березі річки Етран, в Галланді, що був в той час частиною Данії. Від назви фортеці походить назва міста.

## Спорт
Місто має футбольну команду Фалькенбергс ФФ, що грає в лізі Супереттан, другій за рівнем футбольній лізі Швеції.

## Відомі люди
В Фалькенберзі народились:
- Пер Зеттерберг — шведський футболіст, що грав на позиції півзахисника.

## Галерея

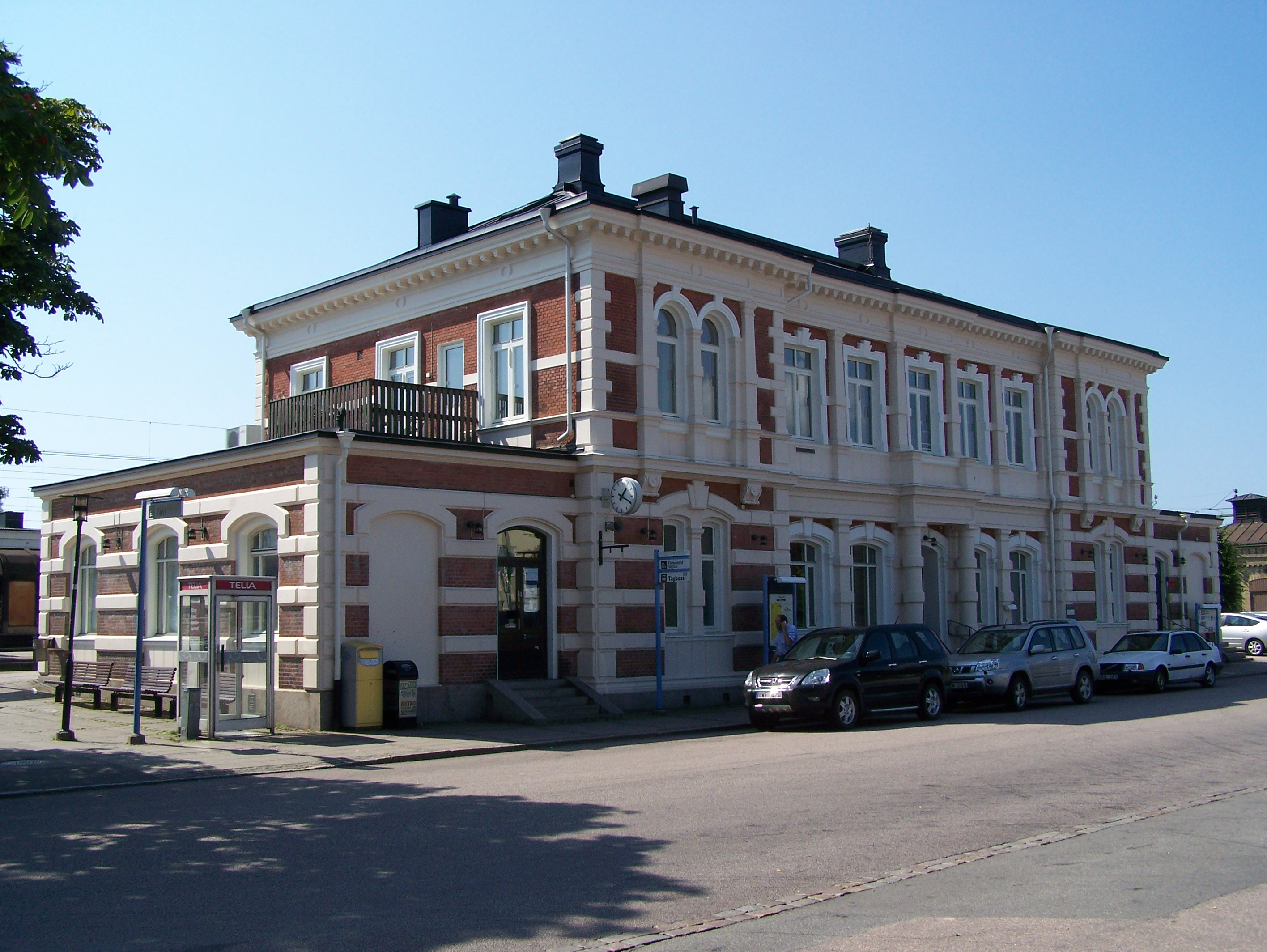
Стара залізнична станція
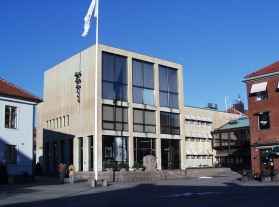
Ратуша
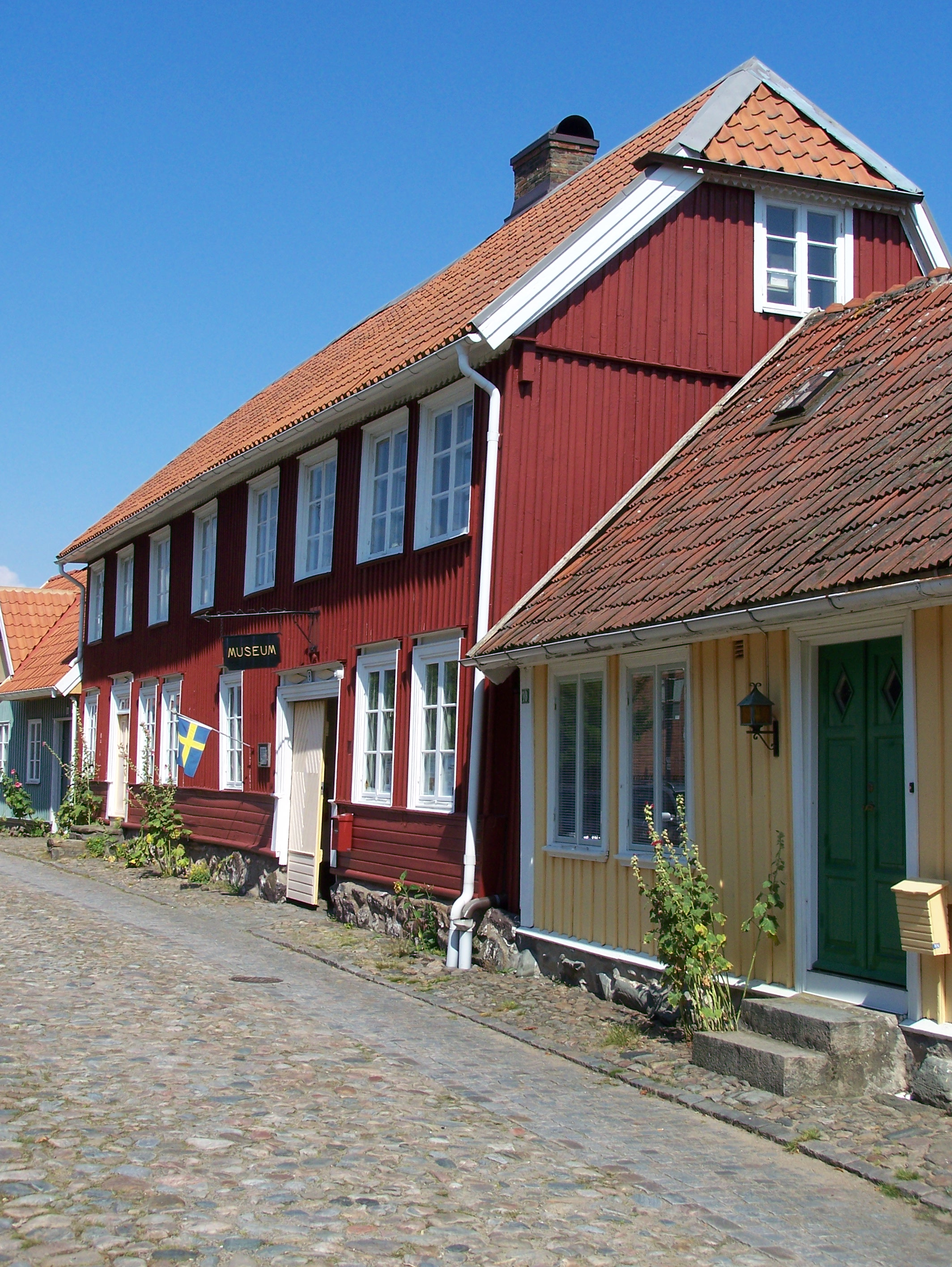
Музей народної творчості
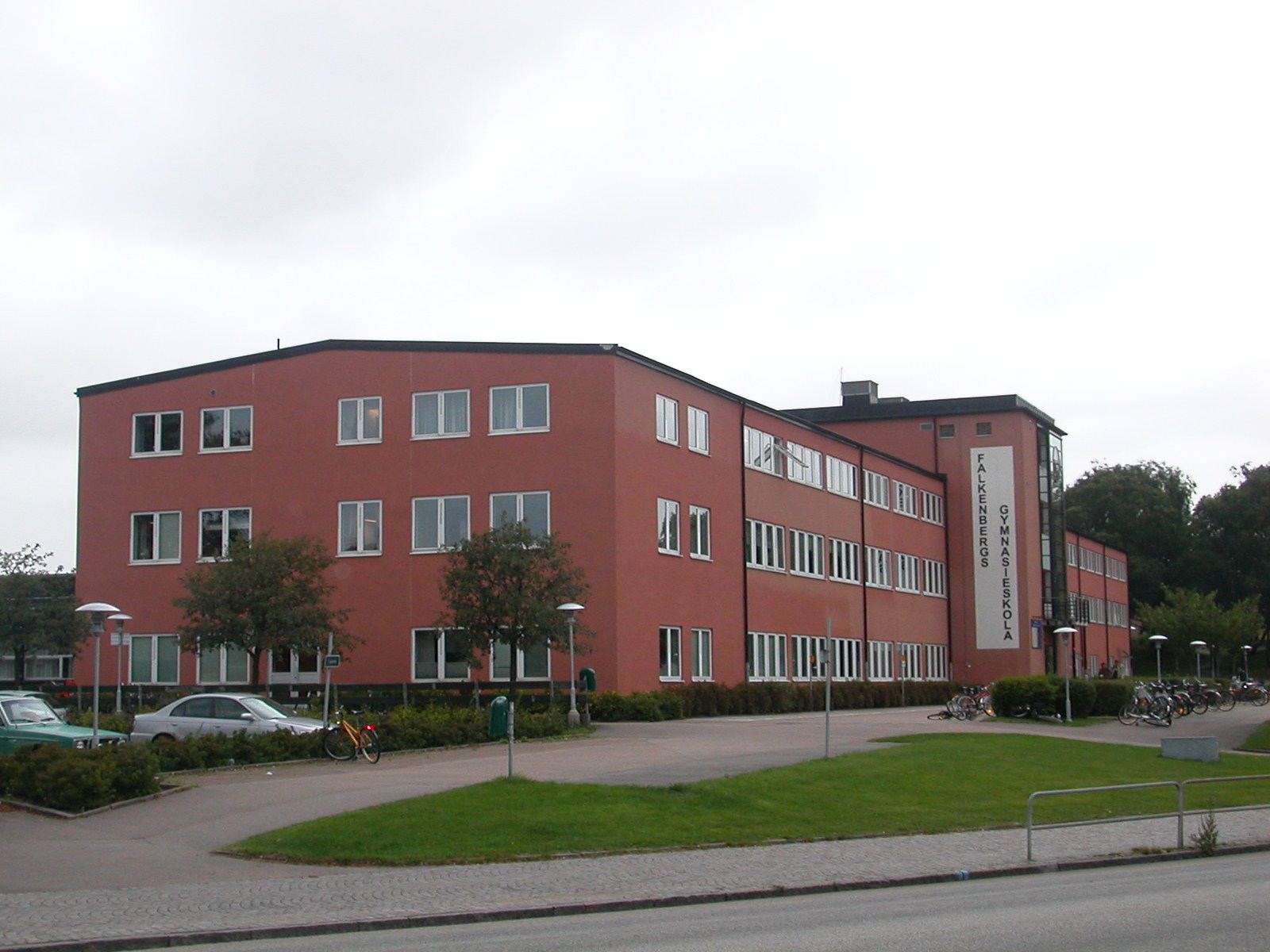
Гімназія